# پتوس (تگزاس)
پتوس (به انگلیسی: Pettus) یک منطقهٔ مسکونی در ایالات متحده آمریکا است که در شهرستان بی، تگزاس واقع شده‌است. پتوس ۱۵٫۱ کیلومتر مربع مساحت و ۵۵۸ نفر جمعیت دارد و ۹۱ متر بالاتر از سطح دریا واقع شده‌است.